# Lähtse
Lähtse es una localidad situada en el municipio de Kiili, en el condado de Harju, Estonia. Tiene una población estimada, en 2021, de 515 habitantes.
Está ubicada en el centro del condado, a poca distancia al sur de Tallin y de la costa del mar Báltico, y al norte de la frontera con el condado de Rapla.